# Gnaphalopoda lepida
Gnaphalopoda lepida är en skalbaggsart som beskrevs av Blackburn 1900. Gnaphalopoda lepida ingår i släktet Gnaphalopoda och familjen Melolonthidae. Inga underarter finns listade i Catalogue of Life.